# Prisilno polnjeni motor
Prisilno polnjeni motor (angleško Forced Induction) je batni motor (bencinski ali dizelski) pri katerem se s pomočjo kompresorja (polnilnika) poveča tlak in temperaturo zraka pred vstopom v valje motorja. S tem povečamo gostoto zraka, vbrizgamo več goriva in motor lahko razvija večjo moč. Motorji, ki ne uporabljajo prisilnega polnjenja se imenujejo "atmosfersko polnjeni" ali "neprisilno" polnjeni motorji. 
Obstajajo trije tipi polnilnikov:
- Mehansko gnani polnilnik (angleško Supercharger) - prvi polnilniki so bili tega tipa, ročična gred preko jermena poganja batni kompresor. Najde se jih na letalih in na nekaterih ameriških avtomobilih

- Turbopolnilnik ali turbinsko gnani polnilnik, ali samo Turbo (angleško Turbocharger): uporabljajo energijo izpušnih plinov, zato imajo večji izkoristek kot mehansko gnani. Na dizelskih motorjih se za prisilno polnjenje večinoma turbopolnilnike
- Električno gnani polnilnik: alternator poizvaja električno energijo za pogon električnega kompresorja, so redki in imajo najmanjši izkoristek in sposobnosti

Z uporabo polnilnikov se zaradi stiskanja poveča tudi temperatura, kar ni zaželeno, zato se v nekaterih primerih uporablja vmesni hladilnik (intercooler), ki ohladi zrak pred vstopom v valje. Nekateri motorji uporabljajo tudi vbrizg vode za isti namen. 
Polnilniki so še posebej uporabni na letalskih motorjih. Ko se letalo dviga, se zmanjšuje gostota zraka, na vsakih 100 metrov se moč motorja zmanjša za približno en procent. S polnilnikom lahko motor razvija veliko moč tudi na veliki višini. Na veliki višini je zrak redek, kar pomeni manjši zračni upor in letalo lahko leti precej hitreje. 
Iz turbopolnilnika so se kasneje razvili turbinski letalski motorji kot so turboreaktivni (in kasneje turboventilatorski), turbopropelerski in turbgredni motorji.